# Never Say Never Again
Never Say Never Again là một bộ phim gián điệp sản xuất năm 1983 với sự xuất hiện của ngôi sao điện ảnh Sean Connery và đạo diễn Irvin Kershner. Bộ phim dựa theo bối cảnh của cuốn tiểu thuyết  James Bond Thunderball năm 1961, trước đó đã được chuyển thể trong một bộ phim năm 1965 cùng tên Thunderball. Không giống như phần lớn phim về James Bond, Never Say Never Again không do hãng Eon Productions sản xuất mà là sản phẩm của hãng Taliafilm của Jack Schwartzman cộng tác với Kevin McClory, một trong những nhà văn đầu tiên của cốt truyện Thunderball cùng với Ian Fleming và Jack Whittingham. McClory giữ lại quyền quay phim của cuốn tiểu thuyết từ thập niên 1960 sau một cuộc chiến pháp lý dài hạn.

## Bibliography
- Barnes, Alan; Hearn, Marcus (2001). Kiss Kiss Bang! Bang!: the Unofficial James Bond Film Companion. Pavilion Books. ISBN 978-0-7134-8182-2.
- Benson, Raymond (1988). The James Bond Bedside Companion. London: Macmillan Publishers. ISBN 1-85283-234-7.
- Black, Jeremy (2004). Britain Since the Seventies: Politics and Society in the Consumer Age. Guilford: Biddles Ltd. ISBN 978-1-86189-201-0.
- Black, Jeremy (2005). The Politics of James Bond: from Fleming's Novel to the Big Screen. University of Nebraska Press. ISBN 978-0-8032-6240-9.
- Burlingame, Jon (2012). The Music of James Bond. Oxford: Oxford University Press. ISBN 978-0-19-986330-3.
- Chancellor, Henry (2005). James Bond: The Man and His World. London: John Murray (publishing house). ISBN 978-0-7195-6815-2.
- Chapman, James (2009). Licence to Thrill: A Cultural History of the James Bond Films. New York: I.B. Tauris. ISBN 978-1-84511-515-9.
- Lindner, Christoph (2003). The James Bond Phenomenon: a Critical Reader. Manchester University Press. ISBN 978-0-7190-6541-5.
- Macintyre, Ben (2008). For Yours Eyes Only. London: Bloomsbury Publishing. ISBN 978-0-7475-9527-4.
- Mankiewicz, Tom; Crane, Robert (2012). My Life as a Mankiewicz. Lexington, KY: University Press of Kentucky. ISBN 978-0-8131-3605-9.
- Peary, Danny (1986). Guide for the Film Fanatic. Simon & Schuster. ISBN 978-0-671-61081-4.
- Pfeiffer, Lee; Worrall, Dave (1998). The Essential Bond. London: Macmillan Publishers. ISBN 978-0-7522-2477-0.
- Pratt, Douglas (2005). Doug Pratt's DVD: Movies, Television, Music, Art, Adult, and More!. London: UNET 2 Corporation. ISBN 978-1-932916-01-0.
- Reeves, Tony (2001). The Worldwide Guide to Movie Locations. Chicago: A Cappella. ISBN 978-1-55652-432-5.
- Smith, Jim (2002). Bond Films. London: Virgin Books. ISBN 978-0-7535-0709-4.